# Brentford FC
Brentford FC är en engelsk professionell fotbollsklubb i Brentford i västra London, grundad 1889. Sedan 2020 spelar man sina hemmamatcher på Brentford Community Stadium. Smeknamnet är The Bees. Klubben spelar sedan säsongen 2021/2022 i den högsta fotbollsligan i England, Premier League.

## Historia
Från början var det meningen att fotbollen skulle fungera som förströelse under vintern för medlemmarna i Brentford Rowing Club.

Klubbens ligaplaceringar från och med 1920.

1920 var Brentford med och grundade Third Division och på 1920- och 1930-talen började man göra riktigt stora framsteg. Säsongen 1929/30 vann man alla sina hemmamatcher (ett rekord som står sig fortfarande). År 1935 gick man upp i First Division och slutade på femte plats. Detta är klubbens bästa ligaplacering hittills.
Under andra världskriget spelade man i London War Cup, där man 1941 förlorade i finalen mot Reading men året efter vann mot Portsmouth. Första året efter kriget ramlade man ur första divisionen och sedan gick det nedåt till 1962, då man spelade i fjärde divisionen. Under slutet av 1960-talet höll man på att tas över av Queens Park Rangers, men klarade sig tack vare ett nödlån på 104 000 pund. De kommande åren åkte klubben jojo mellan tredje och fjärde divisionen innan man lyckades etablera sig i tredje divisionen i slutet av 1970-talet. Där har klubben spelat större delen av tiden sedan dess.
Säsongen 2014/15 spelade Brentford åter i näst högsta divisionen The Championship efter att ha blivit tvåa i League One säsongen 2013/14.
Säsongen 2020/2021 blev Brentford klara för Premier League efter att ha vunnit play-offkvalet. Play-offinalen spelades mot Swansea City och Brentford vann matchen med 2-0.

## Spelare

### Spelartrupp
| 12 | Island  | Hákon Rafn Valdimarsson | 13 oktober 2001  | IF Elfsborg (-24) |
| 13 | England | Matthew Cox             | 2 maj 2003       | Wimbledon (-21)   |
| 40 | England | Ellery Balcombe         | 15 oktober 1999  | Brentford FC      |
| -  | Irland  | Caoimhín Kelleher       | 23 november 1998 | Liverpool (-25)   |

| 2  | Skottland     | Aaron Hickey      | 10 juni 2002     | Bologna (-22)                 |
| 3  | England       | Rico Henry        | 8 juli 1997      | Walsall (-16)                 |
| 4  | Nederländerna | Sepp van den Berg | 20 december 2001 | Liverpool (-24)               |
| 5  | Jamaica       | Ethan Pinnock     | 29 maj 1993      | Barnsley (-19)                |
| 20 | Norge         | Kristoffer Ajer   | 17 april 1998    | Celtic (-21)                  |
| 21 | England       | Jayden Meghoma    | 28 juni 2006     | Southampton (-24)             |
| 22 | Irland        | Nathan Collins    | 30 april 2001    | Wolverhampton Wanderers (-23) |
| 30 | Danmark       | Mads Roerslev     | 24 juni 1999     | FC Köpenhamn (-19)            |
| 33 | Italien       | Michael Kayode    | 10 juli 2004     | Fiorentina (-25)              |
| 36 | Sydkorea      | Ji-Soo Kim        | 24 december 2004 | Seongnam (-23)                |

| 8  | Danmark  | Mathias Jensen     | 1 januari 1996    | Celta Vigo (-19)        |
| 14 | Portugal | Fábio Carvalho     | 30 augusti 2002   | Liverpool (-24)         |
| 15 | Nigeria  | Frank Onyeka       | 1 januari 1998    | Midtjylland (-21)       |
| 18 | Ukraina  | Yegor Yarmolyuk    | 1 mars 2004       | Dnipro-1 (-22)          |
| 24 | Danmark  | Mikkel Damsgaard   | 3 juli 2000       | Sampdoria (-22)         |
| 25 | Jamaica  | Myles Peart-Harris | 18 september 2002 | Chelsea (-21)           |
| 26 | Turkiet  | Yunus Konak        | 10 januari 2006   | Sivasspor (-24)         |
| 27 | Tyskland | Vitaly Janelt      | 10 maj 1998       | Bochum (-20)            |
| 28 | England  | Ryan Trevitt       | 12 mars 2003      | Leatherhead (-21)       |
| 32 | England  | Paris Maghoma      | 8 maj 2001        | Tottenham Hotspur (-20) |

| 7  | Tyskland       | Kevin Schade       | 27 november 2001 | Freiburg (-23)        |
| 9  | Brasilien      | Igor Thiago        | 26 juni 2001     | Club Brugge (-24)     |
| 11 | Kongo-Kinshasa | Yoane Wissa        | 3 september 1996 | Lorient (-21)         |
| 19 | Kamerun        | Bryan Mbeumo       | 7 augusti 1999   | Troyes (-19)          |
| 23 | England        | Keane Lewis-Potter | 22 februari 2001 | Hull City (-22)       |
| 39 | Brasilien      | Gustavo Nunes      | 20 november 2005 | Grêmio (-24)          |
| -  | Nederländerna  | Antoni Milambo     | 3 april 2005     | Feyenoord (-25)       |
| -  | England        | Romelle Donovan    | 30 november 2006 | Birmingham City (-25) |

### Utlånade spelare
| Nr | Land | Pos | Namn |
| -- | ---- | --- | ---- |

| Nr | Land | Pos | Namn |
| -- | ---- | --- | ---- |

### Brentford B
| Nr | Land     | Pos | Namn                    |
| -- | -------- | --- | ----------------------- |
| -  | Zimbabwe | MV  | Marley Tavaziva (-04)   |
| -  | England  | MV  | Reggie Rose (-05)       |
| -  | England  | F   | Andre Grey (-06)        |
| -  | England  | F   | Benjamin Arthur (-05)   |
| -  | Nigeria  | F   | Benjamin Fredrick (-05) |
| -  | England  | F   | Chanse Headman (-05)    |
| -  | Irland   | F   | Conor McManus (-04)     |
| -  | England  | F   | Max Dickov (-02)        |
| -  | Irland   | F   | Val Adedokun (-03)      |
| -  | England  | MF  | Beaux Booth (-05)       |

| Nr | Land      | Pos | Namn                 |
| -- | --------- | --- | -------------------- |
| -  | England   | MF  | Ethan Brierley (-03) |
| -  | England   | MF  | Max Wilcox (-03)     |
| -  | England   | MF  | Riley Owen (-05)     |
| -  | England   | MF  | Romeo Beckham (-02)  |
| -  | England   | A   | Ashley Hay (-03)     |
| -  | Skottland | A   | Ethan Laidlaw (-05)  |
| -  | England   | A   | Isaac Holland (-05)  |
| -  | Wales     | A   | Iwan Morgan (-06)    |
| -  | England   | A   | Kyreece Lisbie (-03) |
| -  | England   | A   | Tony Yogane (-05)    |

### Utlånade spelare
| Nr | Land    | Pos | Namn                                                 |
| -- | ------- | --- | ---------------------------------------------------- |
| -  | England | A   | Michael Olakigbe (i Wigan Athletic till 31 maj 2025) |

| Nr | Land      | Pos | Namn                                           |
| -- | --------- | --- | ---------------------------------------------- |
| -  | Frankrike | F   | Tristan Crama (i Exeter City till 31 maj 2025) |

## Meriter
Mästare
- The Football League Division 2: 1934/35
- The Football League Division 3: 1932/33 (South), 1991/92
- The Football League Division 4: 1962/63, 1998/99
- Football League Two: 2008/09
- London War Cup: 1941/42